# Arnebia macrocalyx
Arnebia macrocalyx är en strävbladig växtart som först beskrevs av Cosson och Kralik, och fick sitt nu gällande namn av Loutfy Boulos. Arnebia macrocalyx ingår i släktet Arnebia och familjen strävbladiga växter. Inga underarter finns listade i Catalogue of Life.